# Anne Gorsuch Burford

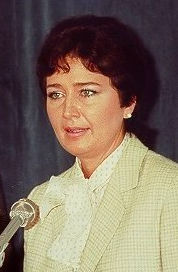
Anne Gorsuch, 1982

Anne Irene McGill Gorsuch Burford (* 21. April 1942 in Casper, Wyoming; † 18. Juli 2004 in Aurora, Colorado) war eine US-amerikanische Politikerin und Administratorin der Environmental Protection Agency (EPA).

## Leben
Die Tochter eines Chirurgen studierte zunächst an der University of Colorado und erwarb dort im Jahr 1961 einen Bachelor of Arts. Ein anschließendes Postgraduiertenstudium der Rechtswissenschaften an der Law School der University of Colorado schloss sie im Jahr 1964 ab. Später erhielt sie ein Stipendium des Fulbright-Programms und studierte Strafrecht in Indien. Nach ihrer Zulassung arbeitete sie als Rechtsanwältin und war später auch für die Mountain States Legal Foundation tätig, eine im Jahr 1976 gegründete konservative Organisation, die gegen die Einführung von Standards im Umweltschutz eintrat.
Im Jahr 1977 wurde sie als Vertreterin der Republikanischen Partei in das Repräsentantenhaus von Colorado und gehörte diesem für zwei Wahlperioden bis 1981 als Abgeordnete an.
Im Jahr 1981 wurde Gorsuch – ihren späteren Namen Burford nahm sie erst nach ihrer Eheschließung mit Robert Burford im Jahr 1983 an – von US-Präsident Ronald Reagan zur Administratorin der Umweltschutzbehörde (Environmental Protection Agency, EPA) ernannt.
In ihrer Funktion als Vorsitzende der Umweltschutzbehörde tat sie die wissenschaftlich begründete Sorge um den Rückgang der Ozonschicht als Umwelthysterie ab. Die Fehleinschätzung konnte von ihrem Nachfolger korrigiert werden.
Am 9. März 1983 musste Gorsuch von diesem Amt jedoch zurücktreten, nachdem Untersuchungsausschüsse des Kongresses Unregelmäßigkeiten im Superfund-Programm aufgedeckt hatten. Nachfolger als Administrator der EPA wurde daraufhin William Ruckelshaus, der bereits zwischen 1970 und 1973 erster Administrator gewesen war.
Nach ihrem Ausscheiden aus dem Regierungsdienst war sie wieder als Rechtsanwältin in Colorado tätig. Ihre Erlebnisse in der Politik veröffentlichte sie im Jahr 1986 in ihrer Autobiografie Are You Tough Enough?.
Im Jahr 2004 erlag sie einer Krebserkrankung. Ein Sohn aus erster Ehe, Neil Gorsuch, ist seit dem 10. April 2017 Richter am Obersten Gerichtshof der Vereinigten Staaten.